# تایمورزینو
تایمورزینو (انگلیسی: Taymurzino) یک شهرک در شهرستان دیورتیورلینسکی در استان باشقیرستان کشور روسیه است.